# Mica (Mureș)
Mica (in ungherese Mikefalva, in tedesco Nickelsdorf) è un comune della Romania di 4776 abitanti, ubicato nel distretto di Mureș, nella regione storica della Transilvania. 
Il comune è formato dall'unione di 7 villaggi: Abuș, Căpâlna de Sus, Ceuaș, Deaj, Hărănglab, Mica, Șomoștelnic.